# Zhou Dunyi
Zhou Dunyi (周敦颐, Chou Tun-i, 1017–1073) est un philosophe et cosmologiste néo-confucéen de la dynastie Song. Il conceptualise la cosmologie néo-confucéenne du jour, expliquant la relation entre la conduite humaine et les forces universelles. De cette façon, il souligne que les humains peuvent maîtriser leurs qi (« énergie vitale ») afin de s'accorder avec la nature. Il a une influence majeure sur Zhu Xi, l'architecte du néo-confucianisme. Zhou Dunyi est principalement préoccupé par le taiji (dualité suprême) et le wuji (potentiel illimité), le yin et yang, et le wuxing (les cinq phases). Il est également vénéré dans le taoïsme où il est reconnu comme étant le premier philosophe à avoir popularisé le concept du taijitu (« symbole du yin et du yang »).

## Biographie
Né en 1017 dans le xian de Dao de la préfecture de Daozhou (actuelle ville de Yongzhou au Sud du Hunan) sous le nom de Zhou Dunshi, Zhou grandit dans une famille de fonctionnaires érudits. Il change de nom en 1063 pour éviter d'utiliser un même caractère que le nouvel empereur Song Yingzong.
Son père meurt quand il a 14 ans et il est emmené vivre chez son oncle Zheng Xiang. Il reçoit sa première affectation au gouvernement par l'intermédiaire de celui-ci. Bien que très actif dans sa carrière dans la fonction publique, il ne réussit jamais à décrocher un poste élevé, ni à obtenir le diplôme d'« érudit présenté » Jinshi. Il occupe durant sa vie les postes de directeur du district (1040), magistrat de divers districts (1046-1054), superviseur du personnel de préfecture, professeur du bureau de l'éducation et préfet adjoint (1061-1064). Il démissionne de son dernier poste un an avant sa mort qui a lieu dans la région du mont Lu de la province du Jiangxi en 1073. Après sa mort, il est communément appelé Zhou Lianxi suivant le nom qu'il a adopté lors de sa retraite pour honorer le fleuve Lian coulant près de chez lui. Il est surnommé le « pauvre camarade zen » par Cheng Yi et honoré à titre posthume en tant que « duc de Yuan » (Yuangong) en 1200.

## Descendants
Les descendants de Zhou Dunyi détiennent le titre de wujing boshi (zh),,,.
En 1452, le titre de wujing boshi est accordé à Meng Xiwen, descendant de la 56e génération de Mencius[réf. nécessaire] et à Yan Xihui, descendant de la 59e génération de Yan Hui[réf. nécessaire]. En 1456-1457, il est accordé à Zhou Mian, descendant de la 12e génération de Zhou Dunyi, Chen Keren, descendant de la 17e génération des frères Cheng (Cheng Hao et Cheng Yi), et Zhu Ting (Zhu Chan?), descendant de la 9e génération de Zhu Xi. En 1539, il est accordé à Zeng Zhicui, descendant de la 60e génération de Zengzi. En 1622, un descendant de Zhang Zai reçoit le titre, puis un descendant de Shao Yong en 1630,.

## Écrits

### Taiji Tushuo

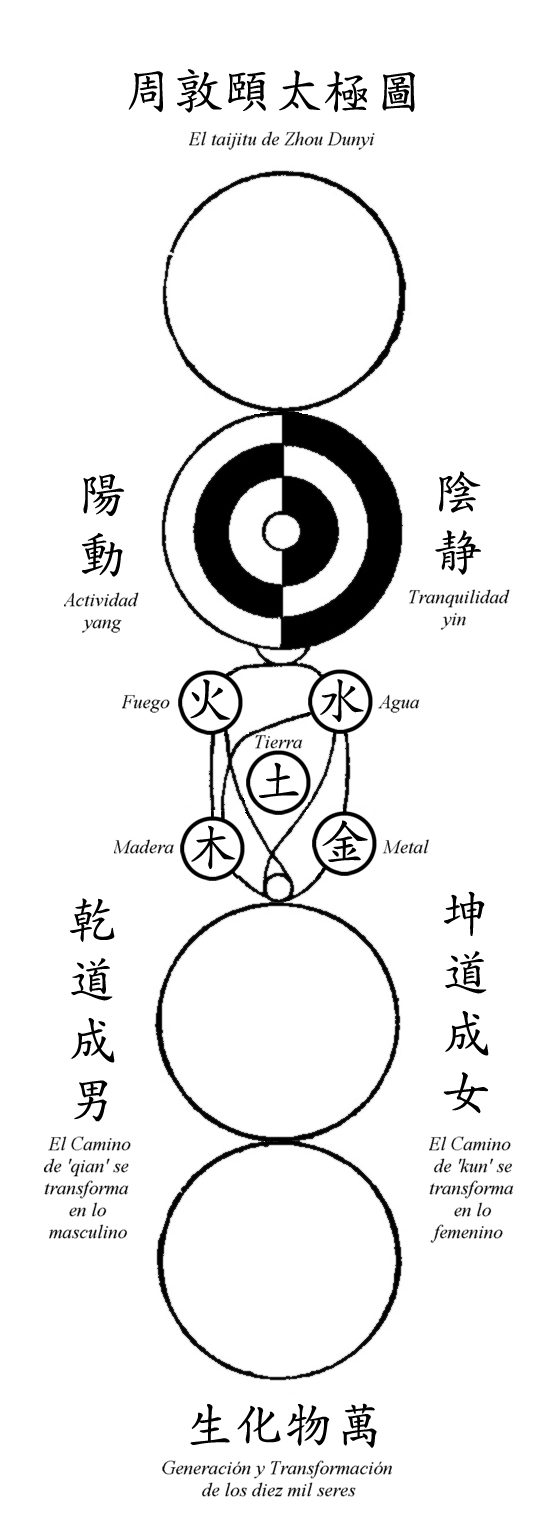
Le taijitu de Zhou Dunyi.

Le Taiji Tushuo (太極圖說, « Explications du schéma de l'ultime suprême » ou « Diagramme expliquant l'ultime suprême ») est placé en tête de l'anthologie néo-confucéenne Jinsilu (« Réflexions sur les choses à portée de main ») de Zhu Xi et Lü Zuqian en 1175. Il fusionne l'éthique confucéenne et les concepts du Yi Jing (« Classique des changements ») avec le naturalisme taoïste. Il développe une métaphysique basée sur l'idée que les « nombreux ne forment qu'un et que l’un est ultime ». Il s'agit du premier texte chinois du 11e siècle à plaider pour le caractère indissociable de la métaphysique (ou de la cosmologie) et de l'éthique, ainsi que du premier texte chinois majeur à explorer le concept de taijitu (« symbole du yin et du yang »).

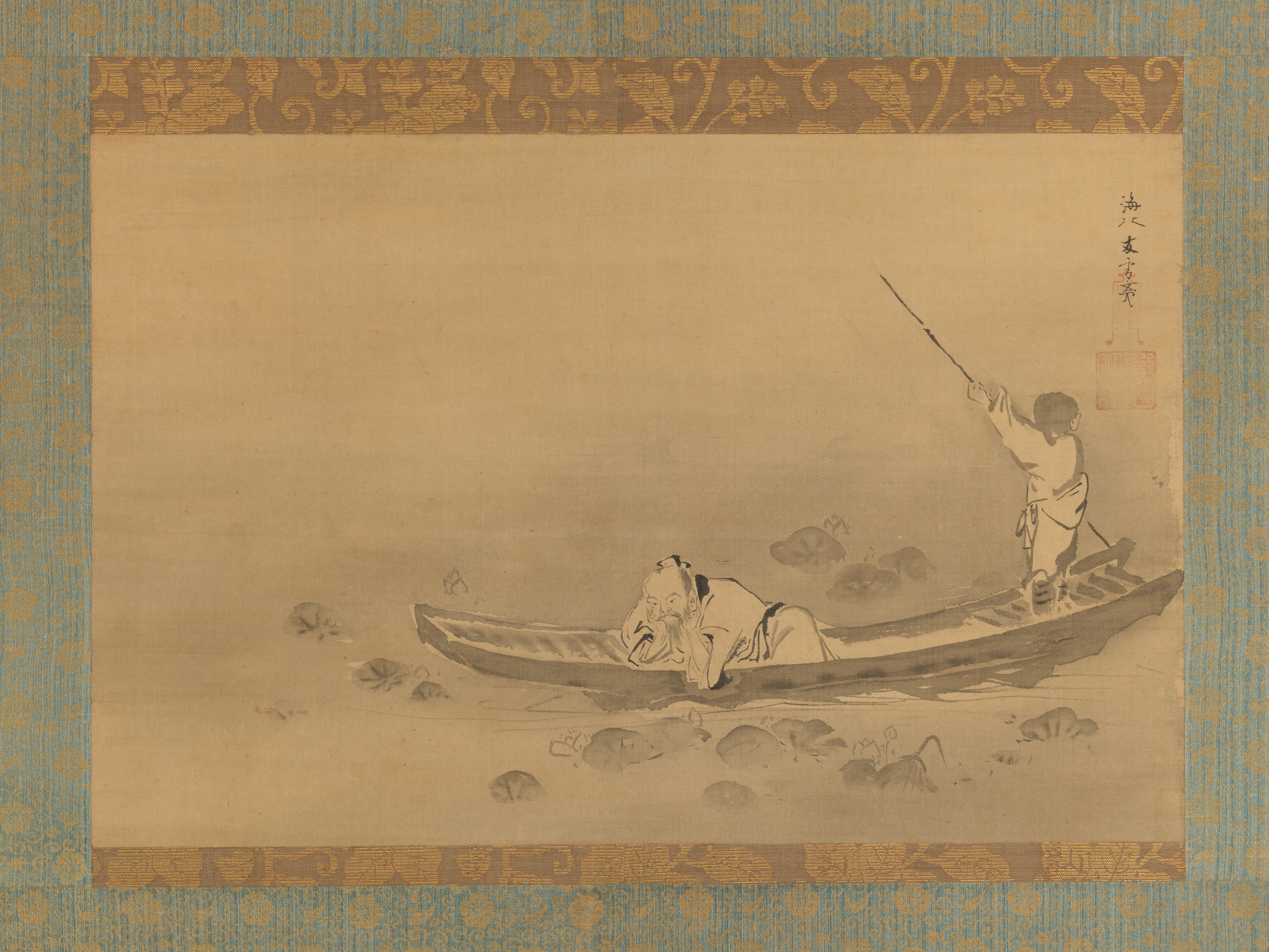
Zhou Dunyi admirant des lotus (peinture de Kaihō Yūsetsu du milieu du 17e siècle.

Il contient sa théorie de la création, qui peut être résumée dans la paraphrase suivante de la première section :
« Au début, il y avait le tai chi (taiji) (le grand ultime de l'être), qui était fondamentalement identique au wu chi (wuji) (l'ultime du non-être). À cause de l’abondance d’énergie au sein du tai chi, elle a commencé à bouger et a donc produit le yang (la force cosmique positive). Lorsque l'activité du yang a atteint sa limite, il est revenu à la tranquillité. À travers la tranquillité, le yin (la force cosmique négative) a été généré. Lorsque la tranquillité a atteint sa limite, elle est revenue au mouvement (yang). Ainsi, le yin et le yang se sont générés. Puis, par l'union du yin et du yang, la transformation des deux éléments, les cinq agents (ou éléments) du métal, du bois, de l'eau, du feu et de la terre ont été créés. Ces cinq agents sont conçus comme des principes matériels plutôt que comme des choses concrètes. Ils peuvent donc être considérés comme la base commune de toutes choses. L'interaction du yin et du yang à travers différentes combinaisons des cinq agents génère toutes les choses dans un processus de transformation sans fin ».
Zhou Dunyi postule que les êtres humains reçoivent toutes ces qualités et ces forces dans leur plus grande excellence et sont donc les plus intelligentes de toutes les créatures. Il estime également que les cinq agents correspondent directement aux cinq principes moraux du ren (humanité), yi (droiture), li (convenance), zhi (sagesse), et xin (fidélité).

### Tong Shu
Le Tong Shu (« Le livre qui embrasse tout » ou « Pénétrer le Classique des changements ») est une réinterprétation des doctrines confucéennes, la base de l'éthique dans le néo-confucianisme. Il déclare que le sage est un homme supérieur qui agit conformément aux principes de propriété, d'humanité, de droiture, de sagesse, de fidélité, de tranquillité et de sincérité. La sincérité étant la base de la nature morale, elle peut être utilisée pour distinguer le bien du mal et se perfectionner.
Il traite de principe, de la nature et du destin, qui deviennent les trois concepts cardinaux de la pensée confucéenne. Il a une perspective taoïste envers la nature. Certains récits sur Zhou Dunyi racontent qu'il aimait tellement l'herbe de son jardin qu'il ne la coupait pas, renforçant ainsi le concept selon lequel les humains devraient apprécier la vie dans la nature et l'importance de la non-action. On sait que Zhou Dunyi a déclaré que la meilleure qualité de vie est celle d'un lotus pur issu d'eaux sales, car le lotus est l'équivalent naturel du junzi (« noble personne »). Dans son essai classique intitulé « À propos de la prédilection pour la fleur de lotus », il déclare : « La fleur de lotus reste totalement pure quel que soit le limon dont elle est issue et elle n'est pas coquette malgré la baignade dans l'eau claire ». Il est connu pour tirer de nombreuses idées du taoïsme, du bouddhisme et du confucianisme.

## École
Zhou Dunyi n'a eu que deux étudiants mais ceux-ci ont apporté une contribution majeure au confucianisme. Il s'agit de ses neveux Cheng Yi et Cheng Hao. Les frères Cheng ont étudié auprès de lui uniquement pendant une courte période durant leur jeunesse. Ils ont ensuite créé l'école Cheng-Zhu, qui domine la philosophie chinoise pendant plus de 700 ans. Zhou Dunyi est considéré comme le père fondateur de cette école bien qu'il n'y ait aucune référence dans les écrits des frères Cheng à ses contributions.
Zhou Dunyi a eu une influence majeure sur Zhu Xi, considéré comme l'un des plus grands penseurs confucéens depuis Confucius lui-même. Zhu Xi est connu pour avoir déclaré que Zhou Dunyi était le premier grand sage de la dynastie Song, en particulier pour son accent mis sur le concept du wuji.
Bien qu'il n'ait jamais eu beaucoup d'influence de son vivant, on se souvient de lui comme étant chaleureux, humain et proche du monde de la nature. Beaucoup de confucéens croyaient qu'il incarnait la vertu de l'« authenticité ». Il a eu une grande perspicacité dans la voie du ciel. La première grande vulgarisation du symbole du taijitu est également attribuée à Zhou Dunyi. Ce symbole (sous une forme modifiée) est maintenant connu dans le monde entier comme le symbole communément accepté pour les concepts chinois du yin et du yang.